# Kim Jiha
Det här är en artikel om en person med koreanskt personnamn; Kim är familjenamnet medan Jiha motsvarar ett svenskt förnamn.
Kim Jiha (koreanska: 김지하), född 4 februari 1941 i Mokpo i nuvarande Sydkorea, död 8 maj 2022 i Wonju, Sydkorea, var en sydkoreansk poet, dramatiker och demokratiaktivist.